# Karang Anyar (Neglasari)
Karang Anyar is een bestuurslaag in het regentschap Tangerang van de provincie Banten, Indonesië. Karang Anyar telt 12.821 inwoners (volkstelling 2010).